# Portugais
Pour l’article homonyme, voir Portugais (peuple).
Le portugais (en portugais : português) est une langue appartenant à la branche romane de la famille des langues indo-européennes. Les locuteurs du portugais s'appellent les lusophones. C'est la langue la plus parlée dans l'hémisphère sud,,, ainsi qu'en Amérique du Sud, accédant ainsi au rang de deuxième langue romane la plus parlée au monde.
Le portugais occupe la cinquième place en nombre de locuteurs de langue maternelle, et la sixième place en nombre total de locuteurs. En Afrique, le portugais se présente comme une importante langue véhiculaire dans les anciennes colonies portugaises. Il représente au total 260 millions de locuteurs dont c'est la langue maternelle dans le monde et est ainsi la troisième langue européenne la plus parlée en tant que langue maternelle après l'espagnol (406 millions) et l'anglais (335 millions), et représente 4 % du PIB mondial. C'est aussi la cinquième langue par le nombre de pays ayant le portugais comme langue officielle et la septième pour le nombre de traductions à destination du portugais.
La « langue de Camões » est parlée au Portugal (qui comprend les archipels de Madère et des Açores), au Brésil, en Angola, au Mozambique, au Cap-Vert, en Guinée-Bissau, en Guinée équatoriale, à Sao Tomé-et-Principe, au Timor oriental, à Goa (Inde), à Daman et Diu (Inde), Malacca en Malaisie et à Macao (Chine). Il appartient à la famille des langues ibéro-romanes et présente une grande similitude lexicale avec l'espagnol. Le galicien et le portugais, issus du galaïco-portugais, sont étroitement apparentés.
Les normes de la langue portugaise sont régies par l'Institut international de la langue portugaise et la Communauté des pays de langue portugaise (CPLP).
Des créoles à base portugaise sont parlés au Cap-Vert, en Guinée-Bissau, au Sénégal et à Sao Tomé-et-Principe.

## Histoire
Arrivant dans la péninsule Ibérique en 218 av. J.-C., les Romains apportent le latin vulgaire d'où descendent toutes les langues romanes. La langue est répandue par les soldats, les colons et les commerçants qui construisent des villes romaines principalement près des colonies des civilisations antérieures des Lusitaniens.
Au Ve siècle, l'Empire romain d'Occident s'effondre et la péninsule Ibérique est conquise par les peuples germaniques (ce sont les Invasions barbares). Les occupants, essentiellement Suèves et Wisigoths, adoptent progressivement la culture romaine et les dialectes en latin vulgaire de la péninsule.
Après la conquête arabo-musulmane d'une grande partie de la péninsule Ibérique (711-718), l'arabe devient la langue administrative des régions conquises, mais la population continue à parler essentiellement une forme de roman communément appelé « mozarabe ». L'influence de l'arabe sur les dialectes romans parlés dans les royaumes chrétiens européens a été faible, affectant principalement leur lexique.
Poésie Médiévale
Das que vejo

nom desejo

outra senhor se vós nom,

e desejo

tam sobejo,

mataria um leon

senhor do meu coraçom:

fim roseta,

bela sobre toda fror,

fim roseta,

nom me meta

em tal coita voss'amor!
João de Lobeira
(1270–1330)
Les documents les plus anciens en langue portugaise, entrecoupés de nombreuses phrases latines, sont des documents notariaux du IXe siècle. Cette phase est connue sous le nom de « proto-portugais » (entre le IXe et le XIIe siècle). Le Portugal devient un royaume indépendant avec le Royaume de León en 1139, sous le roi Alphonse Ier de Portugal. Dans la première période du vieux-portugais — période galaïco-portugaise (du XIIe au XIVe siècle) — la langue devient progressivement d'usage général. Pendant quelque temps, le galaïco-portugais est la langue de prédilection pour la poésie lyrique en Hispania chrétienne[Quoi ?], comme l'occitan est la langue de la littérature occitane pour les troubadours. En 1290, le roi Denis Ier de Portugal crée la première université portugaise à Lisbonne (Estudos Gerais, déplacée plus tard à Coimbra), et décrète que le portugais, jusque-là simplement appelé « langage commun » devient la langue officielle[réf. nécessaire].

Carte chronologique montrant le développement et l'évolution des langues parlées dans la péninsule ibérique de l'an 1000 à nos jours.

Dans la seconde période du vieux-portugais, du XIVe au XVIe siècle, avec les explorations portugaises, la langue se répand dans de nombreuses régions d'Asie, d'Afrique et d'Amérique. Au XVIe siècle, il devient une langue véhiculaire en Asie et en Afrique, utilisée pour l'administration coloniale et le commerce mais aussi pour les communications entre les responsables locaux et les Européens de toutes nationalités. Sa diffusion est facilitée par les mariages mixtes entre Portugais et les populations autochtones, et son association avec les efforts des missionnaires catholiques conduit à l'appellation « kristang » (du mot cristão : chrétien) de certains créoles et pidgins portugais dans de nombreuses régions d'Asie. La langue continue à être populaire dans certaines parties d'Asie jusqu'au XIXe siècle, dans les communautés chrétiennes lusophones d'Inde, de Ceylan, de Malaisie et d'Indonésie.
Originaire de Gallaecia (Galice) et amorçant une descente vers le sud, à la faveur de la Reconquête, le galaïco-portugais donne naissance au portugais.
La fin de la période du vieux-portugais est marquée par la publication du Cancioneiro Geral de Garcia de Resende en 1516. Le début du portugais moderne au XVIe siècle est caractérisé par une augmentation du nombre de mots empruntés au latin et au grec classique, enrichissant le lexique.[réf. nécessaire]

## Classification
Le portugais appartient au groupe ibéro-roman des langues romanes. Son ancêtre est le galaïco-portugais d'où sont issus également le galicien et le fala.

## Caractéristiques
Principales caractéristiques évolutives du portugais moderne dans l'ensemble roman, et en particulier par rapport aux langues voisines (seules les divergences sont indiquées pour le galicien) :
- Chute de -l- et -n- intervocaliques[15] : GENERALIS > geral ; SALIRE > sair.
- Présence de voyelles nasales[16] (avec caractère phonologique, trait absent du reste de la péninsule ibérique, y compris du galicien).
- Comme globalement dans les autres langues romanes occidentales, vocalisation des consonnes occlusives sourdes intervocaliques.
- Simplification des consonnes géminées latines, sans palatalisation des groupes latins -LL- et -NN- (contrairement au reste de l'ibéro-roman et au catalan)[16] : GALLAECUS > galego, ANNUS > ano.
- Absence de diphtongaison de Ĕ et Ŏ toniques latins (comme en catalan, et contrairement à l'espagnol et à une partie de l'astur-léonais) : METUS > medo.
- Maintien des diphtongues archaïques ei et au (> ou/oi), monophtonguées en espagnol et catalan[15] : FERRARIUS > ferreiro ; CAUSA > cousa.
- Palatalisation des groupes initiaux PL-, KL-, FL- > ch[16]. À rapprocher d'un phénomène parallèle en espagnol (qui donne [ʎ]).
- Système vocalique tonique à sept éléments, avec maintien de l'opposition entre e et o ouverts ou fermés, comme dans la plupart des langues romanes et contrairement à l'espagnol (qui a un système simplifié de cinq voyelles, aussi bien toniques qu'atones). Ce système interfère avec des phénomènes d'harmonisations vocaliques (l'aperture des o et, dans une moindre mesure, e toniques peut être conditionnée par le timbre de la syllabe finale)[17].
- De façon schématique, réduction à trois éléments du système vocalique atone[15], avec simplification de oppositions a/e et o/u (phénomène parallèle au catalan oriental) : [ɐ] (< a, e), [u] (< o, u) et [i] (< i). Ce phénomène n'est néanmoins pas parfaitement régulier et connaît des variations dialectales. o se maintient par exemple généralement en position initiale absolue (ou produit par endroits une diphtongue)[15]. Il est moins marqué en portugais du Brésil[18], sauf pour le [ɐ ~ ə ~ a], [i ~ ɪ ~ e] et [u ~ ʊ ~ o] à la fin des mots ou entre les phonèmes /t/, /d/ et /s/, /z/.
- Comme en catalan, conservation de [ʎ] roman, issu de LI/LY latin (> [x] en espagnol)[19].
- Maintien de [v] roman (absence de bêtacisme), contrairement au galicien, à l'espagnol et à la plus grande partie du catalan[16],[20].
- Palatalisation de -s implosif[16] : fazimos > [fɐˈzimuʃ].
- Maintien du groupe roman -it issu de -CT latin[16] (palatalisé en espagnol et simplifié en catalan) : FACTUM > feito, contre hecho (esp.) et fet (cat.).
- Conservation du f- initial, comme en catalan, et contrairement à l'espagnol (qui supprime la plupart du temps) et à l'astur-léonais (qui présente un état intermédiaire).

## Répartition géographique
Le portugais est la langue maternelle de la majorité de la population du Portugal (95 %, soit 10 millions de locuteurs, auxquels s'ajoutent 4,9 millions d'expatriés), du Brésil (95 %, soit 205 millions), de Sao Tomé-et-Principe (95 % à 99,8 %) et de l'Angola (60 %) et est la langue la plus parlée au Mozambique (50,4 % selon le recensement de 2007 mais seulement 10,7 % dont c'est la langue maternelle (soit 2 millions de locuteurs), en forte progression (1,2 % en 1980 et 6,5 % en 1997)). En 1983 il est parlé par 11,5 % de la population de la Guinée-Bissau.
Aucune donnée n'est disponible pour les îles du Cap-Vert dont presque toute la population est bilingue, la population monolingue parlant le créole du Cap-Vert.[réf. nécessaire]
De petites communautés lusophones subsistent dans d'anciennes colonies portugaises telles que Malacca en Malaisie et à Macao, où il est parlé par 2,4 % de la population, au Timor oriental (35 %) et dans certaines parties de l'Inde, telles que Goa et Daman et Diu, ou il est parlé en seconde langue par 20 000 personnes, et 5 000 personnes en langue maternelle (soit 25 000 personnes).
Il est également parlé par des communautés immigrées en Afrique du Sud (entre 300 000  et   600 000 personnes), en Andorre (15,4 %), en Australie (0,13 % soit 25 779 personnes le parlent chez eux d'après le recensement de 2006), aux Bermudes (3,6 %), au Canada (0,72 % soit 219 275 personnes d'après le recensement de 2006, mais entre 400 000 et 500 000 d'après Nancy Gomes), en France, au Japon, à Jersey (4,6 %), au Luxembourg (9 %), en Namibie, au Paraguay (10,7 % soit 636 000 personnes), en Suisse (196 000 nationaux en 2008), au Venezuela (1 à 2 %, soit 254 000  à   480 000 personnes,) et aux États-Unis (0,24 % soit 687 126 personnes selon l'American Community Survey de 2007) principalement en Floride, au Massachusetts, au Californie, au New Jersey, dans l'État de New York, et à Rhode Island.

### Statut officiel

Statut officiel du portugais dans le monde.

Actuellement, le portugais est langue officielle en Angola, au Brésil, au Cap-Vert, en Guinée-Bissau, en Guinée équatoriale (depuis 2011), au Mozambique, au Portugal, à Sao Tomé-et-Principe, et au Timor oriental. Il est également l'une des langues officielles de la région administrative spéciale de Macao (avec le chinois).
Le portugais est la langue officielle de plusieurs organisations internationales. La Communauté des pays de langue portugaise se compose de neuf pays indépendants dont la langue officielle est le portugais. C'est également une langue officielle de l'Union européenne, représentant 3 % de sa population, du Mercosur, de l'Organisation des États américains, de l'Organisation des États ibéro-américains, de l'Union des Nations sud-américaines, et de l'Union africaine (depuis 2003).

### Deuxième langue
L'Uruguay a conféré au portugais un statut égal à l'espagnol dans son système éducatif le long de la frontière nord avec le Brésil. Dans le reste du pays, il est enseigné comme matière obligatoire à partir de la 6e depuis 2008.
Il est aussi offert obligatoirement par les écoles secondaires en Argentine et comme option au Venezuela, en Zambie, au Congo, au Sénégal, en Namibie, au Swaziland, en Côte d'Ivoire et en Afrique du Sud.
Le portugais est aussi très important, et souvent parlé en seconde langue au Guyana, au Suriname, en Guyane et dans le Sud du Venezuela, autant de territoires frontaliers avec le Brésil.

### Perspectives d'évolution

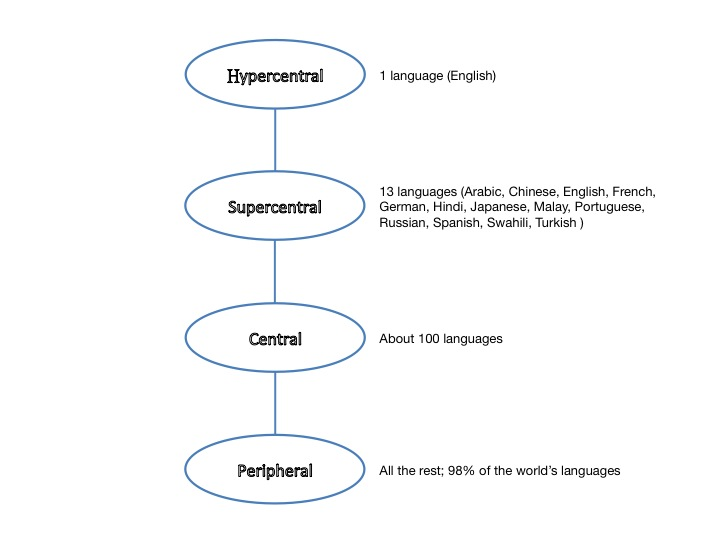
Le portugais est une langue internationale qui, dans la liste hiérarchique des langues d'Abram de Swaan, fait partie des langues supercentrales.
Traduction de l'image : 1 langue hypercentrale (anglais) ; 13 langues supercentrales (arabe, mandarin, anglais, français, allemand, hindi, japonais, malais, portugais, russe, espagnol, swahili, turc) ; langues centrales (environ 100) ; langues périphériques (toutes les autres, 98 % des langues du monde).

Selon les estimations de l'UNESCO, la langue portugaise a le plus fort potentiel de croissance en tant que langue internationale en Afrique australe et en Amérique du Sud. Les pays lusophones d'Afrique devraient compter une population s'élevant à 83 millions de locuteurs d'ici 2050. Au total, les pays de langue portugaise devraient compter 335 millions de locuteurs cette même année.
Depuis que le Brésil a signé, en 1991, le traité du marché économique de l'Amérique du Sud (Mercosur) avec d'autres nations, comme l'Argentine, l'Uruguay et le Paraguay, et que le portugais en est la langue de travail, il y a un regain d'intérêt pour l'étude du portugais dans les pays d'Amérique du Sud. Le poids démographique du Brésil dans le continent (51 %) continuera de renforcer la présence de la langue dans la région.[réf. nécessaire]
Même si, après la cession de Macao à la Chine en 1999, l'utilisation du portugais était en baisse en Asie, il redevient une langue d'avenir, principalement parce que le Timor oriental a augmenté le nombre de ses locuteurs au cours des cinq dernières années, mais aussi en raison de l'augmentation des liens financiers et diplomatiques chinois avec les pays lusophones.

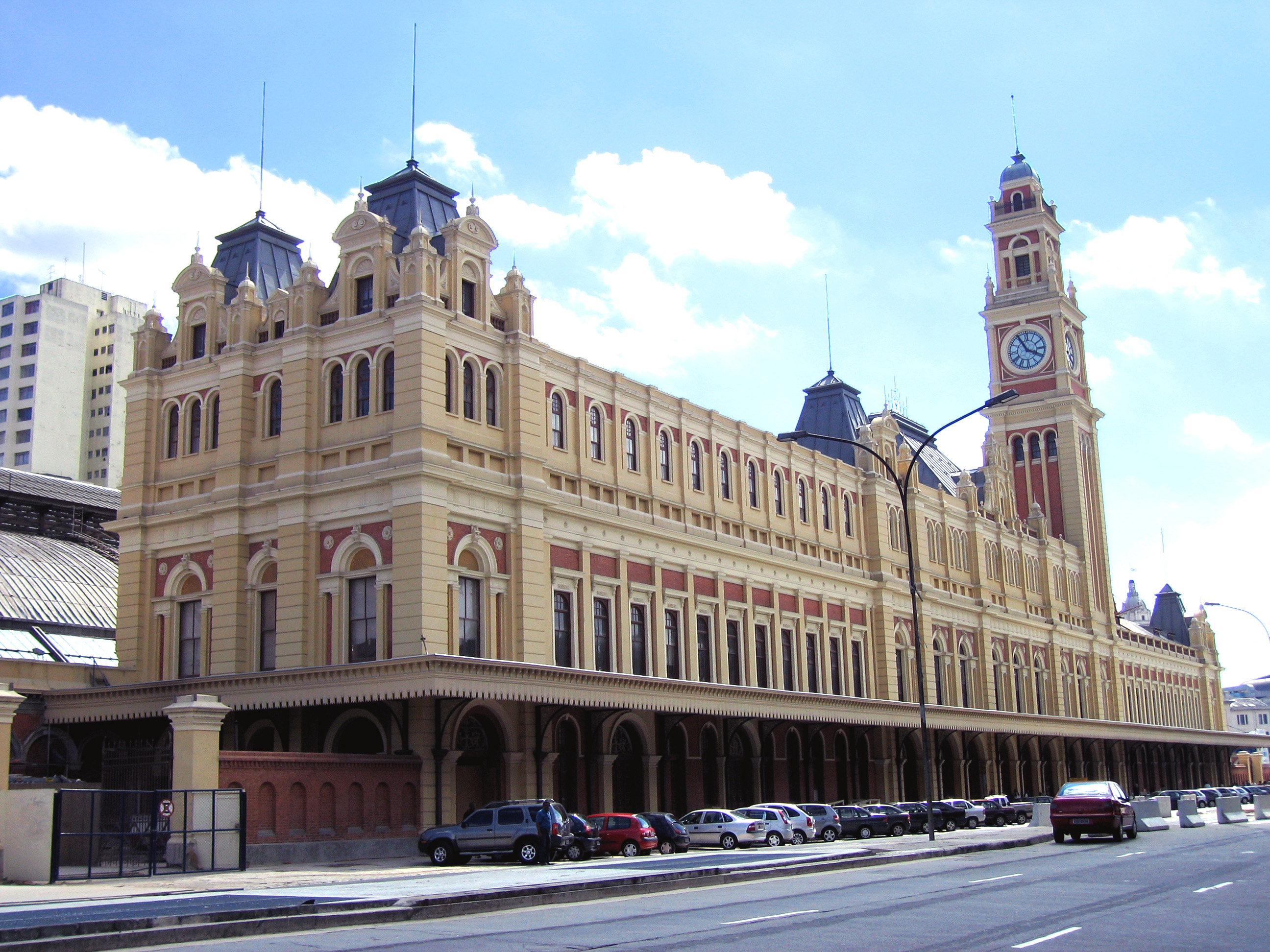
Estação da Luz, musée de la langue portugaise, à São Paulo, Brésil.

En juillet 2007, le président Teodoro Obiang Nguema Mbasogo a annoncé la décision du gouvernement de faire du portugais la troisième langue officielle de la Guinée équatoriale, afin de respecter les exigences pour devenir membre à part entière de la Communauté des pays de langue portugaise (CPLP). Le portugais est donc devenu la troisième langue officielle du pays avec le français et l'espagnol, en 2011.
En mars 1994, le Bosque de Portugal est créé dans la ville brésilienne de Curitiba. Le parc abrite le mémorial de langue portugaise, qui honore les immigrants portugais et les pays qui ont adopté la langue portugaise. À l'origine, il y avait sept nations représentées par des piliers, mais avec l'indépendance du Timor oriental, un autre pilier est ajouté pour ce pays en 2007. En mars 2006, le Musée de la langue portugaise, musée interactif sur la langue portugaise, est fondé à São Paulo, au Brésil, la ville comptant le plus grand nombre de lusophones dans le monde.

### Dialectes
Ces dialectes se répartissent en deux groupes, ceux apparentés au portugais du Brésil et ceux apparentés au portugais du Portugal. Pour des raisons historiques, les dialectes d'Afrique et d'Asie font partie du deuxième groupe, même si certains aspects phonétiques, en particulier la prononciation des voyelles atones, ressemblent plus au portugais du Brésil qu'au portugais du Portugal. Les différences ne nuisent cependant pas trop à la compréhension entre locuteurs de différents dialectes.

#### Brésil

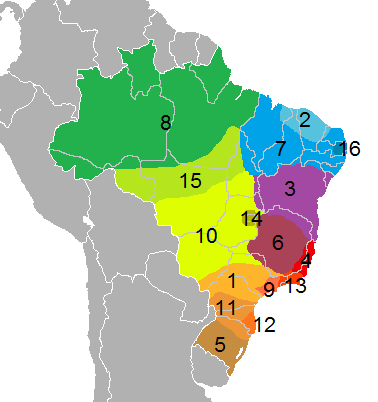
Dialectes portugais au Brésil.

Les tentatives de classification des dialectes du Brésil sont peu nombreuses et la plus importante a été faite en 1922 (et revue en 1953) par le philologue Antenor Nascentes :
- Falares do Norte (dialectes septentrionaux) :
  - Nordestino :
    - 2. Cearense : Ceará.
    - 7.Nordestino [72] : Nordeste (Alagoas, Sergipe, Ceará, Pernambuco, Paraíba et Rio Grande do Norte ont une façon particulière de parler)[73].

  - Amazônico :
    - 8. Nortista : Bassin amazonien.

  - Baiano :
    - 3. Baiano : Bahia.
- Falares do Sul (dialectes méridionaux) :
  - Fluminense :
    - 4. Fluminense [74] : État de Rio de Janeiro et sud de Espírito Santo.
    - Carioca : ville de Rio de Janeiro.

  - Mineiro :

Dialectes portugais au Minas Gerais: geraizeiro, caipira, mineiro.

    - Dialectes portugais au Minas Gerais: geraizeiro, caipira, mineiro.6. Mineiro : centre de Minas Gerais (la ville de Belo Horizonte possède son propre accent).

  - Sulista :
    - 1. Caipira : intérieur de l'État de São Paulo, sud de Minas Gerais et de Goiás, nord du Paraná et est de Mato Grosso do Sul.
    - 5. Gaúcho : Rio Grande do Sul (nombreux accents distincts en raison de l'afflux d'immigrants européens d'origines diverses).
    - 9. Paulistano : ville de São Paulo et zones orientales de l'État de São Paulo.
    - 10. Sertanejo : Goiás et Mato Grosso.
    - 11. Sulista : Paraná et Santa Catarina (les villes de Curitiba, Florianópolis et Itapetininga ont des accents distincts).

#### Portugal

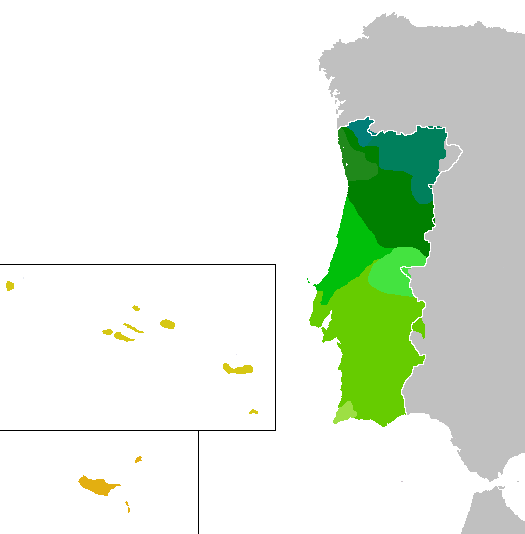
Dialectes du portugais au Portugal.

La classification généralement acceptée suit celle de Luís Filipe Lindley Cintra de 1971, :
- dialectes transmontano et alto-minhoto :
  - 4. Alto-Minhoto[77] — District de Viana do Castelo,
  - 10. Transmontano[78] — Trás-os-Montes et Haut Douro ;
- dialectes baixo-minhotos-durienses-beirões :
  - 5. Baixo-Beirão; Alto-Alentejano[79] — districts de  Castelo Branco et de Portalegre,
  - 6. Beirão[80] — districts de Viseu et de Guarda,
  - 9. Nortenho[81] — districts de Braga et de Porto ;
- dialectes du centre litoral :
  - 7. Estremenho[82] — régions de Coimbra et de Lisbonne (le dialecte de Lisbonne a des caractéristiques particulières non partagées avec celui de Coimbra) ;
- dialectes du Centre intérieur et du Sud :
  - 2. Alentejano[83] — Alentejo,
  - 3. Algarvio[84] — Algarve (il y a un dialecte particulier dans une petite partie de l'ouest de l'Algarve) ;
- dialectes insulaires :
  - 1. Micaelense (Açoriano)[85] — Açores,
  - 8. Madeirense[86] — Madère.

### Langues dérivées
1. Crioulo cabo-verdiano[87] — créole du Cap-Vert.
2. Damaense — Daman et Diu, Inde.
3. Timorense[88] — portugais du Timor oriental.
4. Goês — Goa, Inde.
5. Guineense[89] — créole de Guinée-Bissau.
6. Macaísta ou patuá[90] — patois macanais (Macao, Chine).
7. Moçambicano[91] — portugais du Mozambique.
8. Santomense[92] — Sao Tomé-et-Principe.
9. Dialectes portugais de l'Uruguay.
10. Le papiamento, est une langue créole des Antilles néerlandaises. Il est parlé à Aruba, Bonaire et Curaçao avec des variantes locales.

Pour le cas particulier du galicien, il forme avec le portugais le diasystème galaïco-portugais car il partage la même base structurelle et est mutuellement compréhensible. Il y a cependant deux courants idéologiques qui s'opposent pour dire que le galicien est un dialecte du portugais ou une langue différente.
Le courant officiel et majoritaire prône la différenciation, le galicien écrit suivant des normes proches de l'espagnol, rompant ainsi avec l'orthographe traditionnelle du galaïco-portugais médiéval.
Le courant minoritaire appelé « réintégrationniste » défend en raison de l'origine commune et de la grande similitude des deux langues, un rapprochement grammatical et orthographique avec le reste du monde lusophone afin d'éviter que le galicien ne finisse par être absorbé par l'espagnol, langue dominante dans l'espace espagnol. Le galicien est ainsi parfois appelé : galego-português, português da Galiza ou encore portugalego.

## Écriture
Le portugais s'écrit au moyen de l'alphabet latin complété par des diacritiques (le tilde sur les voyelles ‹ a › et ‹ o ›, qui est l'ancien signe médiéval marquant l'abrègement du /n/, par exemple pan (« pain ») est devenu pão ; cédille ; accent circonflexe ; accent aigu ; accent grave) et des digrammes ; ‹ nh › (équivalent à ‹ ñ › en espagnol ou au ‹ gn › français), ‹ lh › (équivalent à ‹ ll › en espagnol ou à ‹ gl(i) › en italien), ‹ ch › — dont les deux premiers, ‹ nh › et ‹ lh ›, sont des conventions graphiques empruntées à l'occitan. Il existe quelques différences entre l'orthographe du Brésil et celle d'autres pays lusophones. Le portugais du Portugal n'utilisait pas, jusqu'à la réforme de 1990, les lettres k, w et y.

### Réforme de l'orthographe portugaise
Un projet d'uniformisation de la langue portugaise, visant à modifier l'orthographe de plusieurs centaines de mots, a vu le jour en 1990 sous le nom officiel d'« accord orthographique de la langue portugaise ». Ce traité international a été ratifié par le Portugal (1991), le Brésil (1995), le Cap-Vert (1998), Sao Tomé-et-Principe (2006), le Timor oriental (2009) et la Guinée-Bissau (2009). Un « second protocole modificatif » permettant son utilisation dès la ratification par trois pays a été ratifié par le Brésil (2004), Cap-Vert (2005), Sao Tomé-et-Principe (2006) et le Portugal (2008). Il est donc techniquement en vigueur suivant le droit international depuis le 1er janvier 2007. Le parlement portugais a voté en 2008 pour un délai de six ans pour son implémentation tandis que le Brésil a légiféré en 2008, maintenant les deux orthographes valides jusqu'en 2012.
Les partisans de la réforme soulignent ses multiples avantages, parmi lesquels la simplification des recherches sur Internet et un jargon juridique uniformisé pour les contrats internationaux. Cette réforme ne concerne que 2 000 des quelque 110 000 mots que le lexique portugais standard comprend ; cependant, 75 % des changements doivent être effectués par le Portugal affectant 1,6 % du lexique utilisé contre 0,5 % du lexique du Brésil.
Les autorités portugaises y voient un argument supplémentaire en faveur de leur vieille ambition de faire adopter le portugais comme langue officielle à l'Organisation des Nations unies, qui en comptent actuellement six (anglais, espagnol, français, chinois, arabe et russe).
Les changements au Portugal visent à rendre l'orthographe plus proche de la façon dont les mots sont prononcés en supprimant les consonnes silencieuses, comme le faisaient déjà les Brésiliens. Ainsi óptimo (très bon ou génial) devient ótimo et acção (action) devient ação. Le nouvel alphabet comporte vingt-six lettres grâce à l'ajout du k, du w et du y, pour accueillir des mots comme hacker et kwanza, la monnaie angolaise. Au Brésil, le tréma disparaît sauf pour les adjectifs dérivés de noms propres d'origine étrangère (mülleriano pour « de Müller »).

## Lexique
La plus grande partie du lexique portugais vient du latin. Il y a cependant des mots empruntés d'origine arabe, à la suite de l'occupation maure durant cinq siècles, et d'origine africaine et asiatique, adoptés durant les découvertes portugaises.

### Mots d'origine arabe
Plusieurs centaines de mots d'origine arabe entrent dans le lexique portugais entre le IXe et XIIIe siècles. Ceux-ci sont souvent reconnaissables à l'utilisation de l'article arabe a(l)- en début de mot, et incluent beaucoup de mots communs. Voici une liste non exhaustive de quelques mots à usage courant :
| Mot portugais | Traduction                                  | Mot arabe d'origine                        |
| ------------- | ------------------------------------------- | ------------------------------------------ |
| azeite        | huile d'olive                               | az-zeit (أَلْزيت) (l'huile)                  |
| azeitona      | olive                                       | az-zeitwn (الزيتون) (l'olive)              |
| alcachofra    | artichaut                                   | al-ḫaršwf (الخرشوف) (l’épine de la terre)  |
| açúcar        | sucre                                       | as-sukkar (السكّر) (le sucre)               |
| aldeia        | village                                     | ad-ḍay’ah (الضيعة) (le village)            |
| alface        | laitue                                      | al-khass (الخس) (la laitue)                |
| almofada      | coussin                                     | al-muḫada (المخدة) (le coussin)            |
| armazém       | entrepôt                                    | al-maḫzan (المخزن) (l'entrepôt)            |
| alfazema      | lavande                                     | al-ḫazāmi (الخزامي) (la lavande)           |
| alguacil      | huissier                                    | al-ḡazil (الغزل) (l'archer)                |
| arroz         | riz                                         | al-aruz (الأرز) (le riz)                   |
| até           | jusque                                      | hatta (حتى) (idem)                         |
| cenoura       | carotte                                     | safunnāryah (سفنارية) (idem)               |
| garrafa       | bouteille                                   | ǧarāfa (غرافة) (idem)                      |
| há            | voici, il y a                               | hā (ها) (idem)                             |
| marfim        | ivoire                                      | ‘aẓam al-fyl (عظم الفيل) (os d’éléphant)   |
| oxalá         | pourvu que (littéralement Dieu veuille que) | inch’Allah (ان شاء الله) (Si Dieu le veut) |
| refém         | otage                                       | rahan (رهن) (idem)                         |
| xarope        | sirop                                       | šrāb (شراب) (idem)                         |

### Autres mots
Les peuples préromains (Celtibères, Lusitaniens et Gallaeci) ont légué un nombre très limité de mots, souvent communs avec l'espagnol. Quelques exemples sont : abóbora (citrouille) et bezerro (veau de moins de un an), du celtibère et cerveja (bière), du celte.
Quelques mots proviennent des peuples germaniques ayant occupé la péninsule Ibérique à partir du Ve siècle. La plupart de ces mots sont liés à la guerre : espora (éperon), estaca (pieu) et guerra (guerre), du gotique spaúra, stakka et wirro, respectivement. Des traces sont aussi trouvées dans des toponymes tels que Ermesinde, Esposende et Resende où « sinde » et « sende » viennent du germanique sinths (expédition militaire) et dans le cas de Resende, le préfixe re vient du germanique reths (assemblée).
À partir du XVe siècle et de l'expansion maritime du Portugal, des mots japonais, tel katana qui donna catana (machette), et cantonais, tel chá qui donna chá (thé) furent adoptés. Ce fut aussi le cas de certains mots des langues amérindiennes comme le taino (batata pour pomme de terre), les langues tupi-guarani (naná et le tupi ibá cati, respectivement deux espèces d'ananas, donnent ananás et abacaxi) et le guarani (tucan qui donne tucano « toucan »). Plus tard, d'autres mots d'origine africaine intègrent le lexique portugais comme cafuné (caresse de la tête), caçula (benjamin) et bungular (danser comme un serpent), qui viennent du kimbundu, respectivement kifumate, kusula et kubungula.
Finalement, un flux constant de mots d'autres langues européennes vient compléter le vocabulaire. Par exemple, melena (boucle de cheveu) et fiambre (jambon) viennent de l'espagnol ; crochê, paletó, batom (rouge à lèvres) et filete du français crochet, paletot, bâton et filet ; macarrão (macaroni), piloto (pilote), carroça (charrette) et barraca (baraque) de l'italien maccherone, pilota, carrozza, baracca ; et bife (steak), futebol, revólver, estoque, folclore, de l'anglais beef, football, revolver, stock, folklore.

## Phonologie
Il y a un maximum de neuf voyelles orales et dix-neuf consonnes, bien que certaines variétés de la langue aient moins de phonèmes (le portugais brésilien comporte huit voyelles orales). Il y a également cinq voyelles nasales, que certains linguistes regardent comme allophones des voyelles orales, dix diphtongues orales et cinq diphtongues nasales. En tout, le portugais brésilien a treize voyelles,.

### Voyelles

Le tableau de monophtongues du portugais de Lisbonne.

Le tableau de monophtongues du portugais de São Paulo.

Aux sept voyelles du latin vulgaire, le portugais européen a ajouté deux voyelles moyennes centrales, dont l'une tend à être élidée quand on parle rapidement, ainsi que l'e caduc du français (représenté sous la forme /ɯ̽/ ou /ɨ/ ou /ə/). Les voyelles mi-fermées /e o/ et les voyelles mi-ouvertes /ɛ ɔ/ sont quatre phonèmes distincts, qui se déclinent en diverses formes d'alternance vocalique. Comme le catalan, le portugais utilise l'articulation des voyelles pour faire un contraste entre les syllabes toniques et les syllabes atones : les voyelles isolées tendent à être fermées et parfois centralisées quand elles sont atones. Les diphtongues nasales se trouvent surtout à la fin des mots.

### Consonnes
|           | Bilabiale | Bilabiale | Labio- dentale | Labio- dentale | Dentale | Dentale | Alvéolaire | Alvéolaire | Post- alvéolaire | Post- alvéolaire | Palatale | Palatale | Vélaire | Vélaire | Uvulaire | Uvulaire |
| --------- | --------- | --------- | -------------- | -------------- | ------- | ------- | ---------- | ---------- | ---------------- | ---------------- | -------- | -------- | ------- | ------- | -------- | -------- |
| Nasale    | m         | m         |                |                |         |         | n          | n          |                  |                  | ɲ        | ɲ        |         |         |          |          |
| Occlusive | p         | b         |                |                | t̪       | d̪       |            |            |                  |                  |          |          | k       | ɡ       |          |          |
| Fricative |           |           | f              | v              |         |         | s          | z          | ʃ                | ʒ                |          |          |         |         | ʁ        | ʁ        |
| Spirante  |           |           |                |                |         |         |            |            |                  |                  | j        | j        | w       | w       |          |          |
| Latérale  |           |           |                |                |         |         | l          | l          |                  |                  | ʎ        | ʎ        |         |         |          |          |
| Battue    |           |           |                |                |         |         | ɾ          | ɾ          |                  |                  |          |          |         |         |          |          |

L'ensemble des consonnes du portugais est assez conservatif. Les affriquées médiévales /ts/, /dz/, /tʃ/, /dʒ/ sont fondues avec les fricatives /s/, /z/, /ʃ/, /ʒ/, respectivement, mais pas les unes avec les autres, et il n'y a pas d'autres modifications significatives de cet ensemble depuis lors. Cependant, certaines variétés dialectales et allophones notables ont surgi, parmi lesquelles :
- Dans plusieurs régions du Brésil, /t/ et /d/ ont les allophones affriqués [tʃ] et [dʒ], respectivement, devant /i/ et /ĩ/. (Le français québécois connaît un phénomène similaire, avec des affriquées alvéolaires au lieu de post-alvéolaires. Le japonais et le polonais sont deux autres exemples).
- À la fin d'une syllabe, le phonème /l/ a l'allophone [u̯] en portugais brésilien (vocalisation du L).
- Dans plusieurs régions du Brésil et de l'Angola, l'intervocalique /ɲ/ est prononcé comme une spirante palatale nasalisé [ȷ̃] qui nasalise la voyelle précédente, de sorte que, par exemple, /ˈniɲu/ est prononcé comme [ˈnĩȷ̃u].
- Dans presque tout le Brésil, les alvéolaires sifflantes /s/ et /z/ se produisent en distribution complémentaire à la fin des syllabes, et changent selon que la consonne qui suit est sourde ou voisée, comme en anglais. Mais dans presque tout le Portugal et dans certaines régions du Brésil (en particulier Rio de Janeiro), ces consonnes sibilantes sont postalvéolaire à la fin des syllabes : /ʃ/ devant des consonnes sourdes, et /ʒ/ devant des consonnes voisées (en judéo-espagnol, /s/ est également souvent remplacé par /ʃ/ à la fin des syllabes).
- Il y a un nombre considérable de variations dialectales de la réalisation du phonème rhotique /ʁ/, tels que [r], [ʀ], [x], [χ], [h] et [ɹ].
- Dans le nord et le centre du Portugal, les consonnes /b/, /d/, /ɡ/ peuvent être remplacées par les fricatives respectives [β], [ð], et [ɣ], à l'instar de l'espagnol.

## Prononciation

### Voyelles et diphtongues
| Graphème   | Position dans le mot     | Dialecte       | Transcription en API |
| ---------- | ------------------------ | -------------- | -------------------- |
| a          | Non accentué             | Tous           | [ɐ]                  |
| a          | Autrement                | Tous           | [a]                  |
| á/à        | á/à                      | Tous           | [aː]                 |
| â          | â                        | Tous           | [ɐ]                  |
| ãe/ãi      | ãe/ãi                    | Tous           | [ɐ̃j̃]                 |
| ão         | ão                       | Tous           | [ɐ̃w̃]                 |
| am         | En fin de mot            | Tous           | [ɐ̃w̃]                 |
| am         | Autrement                | Tous           | [ɐ̃]                  |
| ã/an/ân/âm | ã/an/ân/âm               | Tous           | [ɐ̃]                  |
| e          | Non accentué             | Tous           | [ɨ]                  |
| e          | En fin de mot ou avant l | Rio de Janeiro | muet                 |
| e          | En fin de mot ou avant l | Autres         | [ɨ]                  |
| e          | Autrement                | Tous           | [e]                  |
| é          | é                        | Tous           | [ɛ]                  |
| ê          | ê                        | Tous           | [e]                  |
| en         | en                       | Tous           | [ẽ]                  |
| em         | En fin de mot            | Tous           | [ẽj̃]                 |
| em         | Autrement                | Tous           | [ẽ]                  |
| i/í        | i/í                      | Tous           | [i]                  |
| i/í        | i/í                      | Tous           | [ĩɰ̃]                 |
| im         | En fin de mot            | Tous           | [ĩɰ̃]                 |
| im         | Autrement                | Tous           | [ĩ]                  |
| in         | in                       | Tous           | [ĩ]                  |
| o          | Non accentué             | Tous           | [u]                  |
| o          | Autrement                | Tous           | [o]                  |
| ó          | ó                        | Tous           | [ɔ]                  |
| ô          | ô                        | Tous           | [o]                  |
| õ/on       |                          | Tous           | [õ]                  |
| õe         | õe                       | Tous           | [õj̃]                 |
| om         |                          | Tous           | [õw̃]                 |
| om         |                          | Tous           | [õ]                  |
| u, ú       | Avant une voyelle        | Tous           | [ũ]                  |
| u, ú       | Autrement                | Tous           | [u]                  |
| um/un      | um/un                    | Tous           | [ũ]                  |

### Consonnes et combinaisons de consonnes
| Graphème | Position dans le mot                                                      | Dialecte       | Transcription en API |
| -------- | ------------------------------------------------------------------------- | -------------- | -------------------- |
| b        | b                                                                         | Tous           | [b]                  |
| c        | Avant e ou i                                                              | Tous           | [s]                  |
| c        | Autrement                                                                 | Tous           | [k]                  |
| ç        | ç                                                                         | Tous           | [s]                  |
| ch       | ch                                                                        | Tous           | [ʃ]                  |
| d        | Avant e non accentué ou i                                                 | Tous           | [dʒ]                 |
| d        | Autrement                                                                 | Tous           | [d]                  |
| dade     | dade                                                                      | Rio de Janeiro | [dad]                |
| dade     | dade                                                                      | Maputo         | [dad]                |
| dade     | dade                                                                      | Luanda         | [dad]                |
| dade     | dade                                                                      | Bissau         | [dad]                |
| dade     | dade                                                                      | Autres         | [tadʒe]              |
| f        | f                                                                         | Tous           | [f]                  |
| g        | Avant e ou i                                                              | Tous           | [ʒ]                  |
| g        | Autrement                                                                 | Tous           | [g]                  |
| ge       | Avant e ou i                                                              | Tous           | [ʒe]                 |
| ge       | Autrement                                                                 | Tous           | [ʒ]                  |
| gu       | Avant e ou i                                                              | Tous           | [g]                  |
| gu       | Autrement                                                                 | Tous           | [gw]                 |
| h        | h                                                                         | Tous           | muet                 |
| j        | j                                                                         | Tous           | [ʒ]                  |
| l        | En fin de mot ou avant une consonne                                       | Tous           | [w]                  |
| l        | Autrement                                                                 | Tous           | [l]                  |
| lh       | lh                                                                        | Tous           | [ʎ]                  |
| m        | m                                                                         | Tous           | [m]                  |
| n        | n                                                                         | Tous           | [n]                  |
| nh       | nh                                                                        | Tous           | [ɲ]                  |
| p        | p                                                                         | Tous           | [p]                  |
| qu       | Avant e ou i                                                              | Tous           | [k]                  |
| qu       | Autrement                                                                 | Tous           | [kw]                 |
| r        | En début de mot                                                           | Rio de Janeiro | [ɦ]                  |
| r        | En début de mot                                                           | Lisbonne       | [ɣ]                  |
| r        | En début de mot                                                           | São Paulo      | [x]                  |
| r        | En début de mot                                                           | Maputo         | [ɾ]                  |
| r        | En début de mot                                                           | Dili/Luanda    | [r]                  |
| r        | En début de mot                                                           | Bissau         | [ħ]                  |
| r        | En fin de mot                                                             | Rio de Janeiro | muet                 |
| r        | En fin de mot                                                             | São Paulo      | [ɹ]                  |
| r        | En fin de mot                                                             | Autres         | [ɾ]                  |
| r        | Sinon                                                                     | Tous           | [ɾ]                  |
| rr       | rr                                                                        | Rio de Janeiro | [ɦ]                  |
| rr       | rr                                                                        | Lisbonne       | [ɣ]                  |
| rr       | rr                                                                        | São Paulo      | [x]                  |
| rr       | rr                                                                        | Maputo         | [ɾ]                  |
| rr       | rr                                                                        | Dili/Luanda    | [r]                  |
| rr       | rr                                                                        | Bissau         | [ħ]                  |
| s        | En fin de mot Avant c/f/p/t/q                                             | Maputo         | [s]                  |
| s        | En fin de mot Avant c/f/p/t/q                                             | São Paulo      | [s]                  |
| s        | En fin de mot Avant c/f/p/t/q                                             | Rio de Janeiro | [s]                  |
| s        | En fin de mot Avant c/f/p/t/q                                             | Autres         | [ʃ]                  |
| s        | Entre deux voyelles                                                       | Tous           | [z]                  |
| s        | Autrement                                                                 | Tous           | [s]                  |
| t        | Avant e non accentué ou i                                                 | Tous           | [tʃ]                 |
| t        | Autrement                                                                 | Tous           | [t]                  |
| v        | v                                                                         | Tous           | [v]                  |
| x        | Entre e ou a accentué et une voyelle                                      | Tous           | [s]                  |
| x        | Après l Après une e en initiale ou atone                                  | Tous           | [z]                  |
| x        | Entre une voyelle et un a non accentué (sauf si avant une syllabe nasale) | Tous           | [ʃ]                  |
| x        | Autrement                                                                 | Tous           | [gz] ou [ks]         |
| z        | En fin de mot                                                             | Maputo         | [z]                  |
| z        | São Paulo                                                                 |                | [z]                  |
| z        | Rio de Janeiro                                                            |                | [z]                  |
| z        | Autre                                                                     |                | [z]                  |
| z        | Autrement                                                                 | Tous           | [ʒ]                  |

## Grammaire
Grammaticalement, le portugais se distingue de la plupart des autres langues romanes par l'existence d'un subjonctif futur servant à exprimer l'éventuel du futur (Se tiveres dúvidas, liga-me. : « Au cas où tu aurais une question, appelle-moi. ») et par la conjugaison de l'infinitif avec son sujet dans les propositions infinitives. L'espagnol ancien possédait également un subjonctif futur. Consulter l'article détaillé sur la conjugaison portugaise pour plus de détails.

## Exemples
| Mot    | Traduction | Prononciation |
| ------ | ---------- | ------------- |
| terre  | terra      | [ˈtɛ.rɐ]      |
| ciel   | céu        | [ˈsɛw]        |
| eau    | água       | [ˈag.wɐ]      |
| feu    | fogo       | [ˈfo.gu]      |
| homme  | homem      | [ˈɔ.mẽj]      |
| femme  | mulher     | [mu.ˈʎɛɾ]     |
| manger | comer      | [ku.ˈmeɾ]     |
| boire  | beber      | [bɨ.ˈbeɾ]     |
| grand  | grande     | [ˈgɾɐ̃.dɨ]     |
| petit  | pequeno    | [pɨ.ˈke.nu]   |
| nuit   | noite      | [ˈnoj.tɨ]     |
| jour   | dia        | [ˈdi.ɐ]       |
| maison | casa       | [ˈka.zɐ]      |

- Je suis perdu(e). Je cherche la gare. : (Eu)[105] estou perdido(a). (Eu)[105] estou à procura da estação ferroviária.
- Je suis de France. : (Eu)[105] sou da França.
- Cent un : Cento e um
- Mon cousin vient d'arriver. : O meu primo acabou de chegar./O meu primo acaba de chegar.
- J'aime les pâtes. : Gosto de massa.